# 1308
Portal Geschichte | Portal Biografien | Aktuelle Ereignisse | Jahreskalender | Tagesartikel

◄ |
13. Jahrhundert |
14. Jahrhundert
| 15. Jahrhundert | ►

◄ |
1270er |
1280er |
1290er |
1300er
| 1310er | 1320er | 1330er | ►

◄◄ |
◄ |
1304 |
1305 |
1306 |
1307 |
1308
| 1309 | 1310 | 1311 | 1312 | ► | ►►
Staatsoberhäupter  · Nekrolog
| Januar | Januar | Januar | Januar | Januar | Januar | Januar | Januar |
| Kw     | Mo     | Di     | Mi     | Do     | Fr     | Sa     | So     |
| ------ | ------ | ------ | ------ | ------ | ------ | ------ | ------ |
| 1      | 1      | 2      | 3      | 4      | 5      | 6      | 7      |
| 2      | 8      | 9      | 10     | 11     | 12     | 13     | 14     |
| 3      | 15     | 16     | 17     | 18     | 19     | 20     | 21     |
| 4      | 22     | 23     | 24     | 25     | 26     | 27     | 28     |
| 5      | 29     | 30     | 31     |        |        |        |        |

| Februar | Februar | Februar | Februar | Februar | Februar | Februar | Februar |
| Kw      | Mo      | Di      | Mi      | Do      | Fr      | Sa      | So      |
| ------- | ------- | ------- | ------- | ------- | ------- | ------- | ------- |
| 5       |         |         |         | 1       | 2       | 3       | 4       |
| 6       | 5       | 6       | 7       | 8       | 9       | 10      | 11      |
| 7       | 12      | 13      | 14      | 15      | 16      | 17      | 18      |
| 8       | 19      | 20      | 21      | 22      | 23      | 24      | 25      |
| 9       | 26      | 27      | 28      | 29      |         |         |         |

| März | März | März | März | März | März | März | März |
| Kw   | Mo   | Di   | Mi   | Do   | Fr   | Sa   | So   |
| ---- | ---- | ---- | ---- | ---- | ---- | ---- | ---- |
| 9    |      |      |      |      | 1    | 2    | 3    |
| 10   | 4    | 5    | 6    | 7    | 8    | 9    | 10   |
| 11   | 11   | 12   | 13   | 14   | 15   | 16   | 17   |
| 12   | 18   | 19   | 20   | 21   | 22   | 23   | 24   |
| 13   | 25   | 26   | 27   | 28   | 29   | 30   | 31   |

| April | April | April | April | April | April | April | April |
| Kw    | Mo    | Di    | Mi    | Do    | Fr    | Sa    | So    |
| ----- | ----- | ----- | ----- | ----- | ----- | ----- | ----- |
| 14    | 1     | 2     | 3     | 4     | 5     | 6     | 7     |
| 15    | 8     | 9     | 10    | 11    | 12    | 13    | 14    |
| 16    | 15    | 16    | 17    | 18    | 19    | 20    | 21    |
| 17    | 22    | 23    | 24    | 25    | 26    | 27    | 28    |
| 18    | 29    | 30    |       |       |       |       |       |

| Mai | Mai | Mai | Mai | Mai | Mai | Mai | Mai |
| Kw  | Mo  | Di  | Mi  | Do  | Fr  | Sa  | So  |
| --- | --- | --- | --- | --- | --- | --- | --- |
| 18  |     |     | 1   | 2   | 3   | 4   | 5   |
| 19  | 6   | 7   | 8   | 9   | 10  | 11  | 12  |
| 20  | 13  | 14  | 15  | 16  | 17  | 18  | 19  |
| 21  | 20  | 21  | 22  | 23  | 24  | 25  | 26  |
| 22  | 27  | 28  | 29  | 30  | 31  |     |     |

| Juni | Juni | Juni | Juni | Juni | Juni | Juni | Juni |
| Kw   | Mo   | Di   | Mi   | Do   | Fr   | Sa   | So   |
| ---- | ---- | ---- | ---- | ---- | ---- | ---- | ---- |
| 22   |      |      |      |      |      | 1    | 2    |
| 23   | 3    | 4    | 5    | 6    | 7    | 8    | 9    |
| 24   | 10   | 11   | 12   | 13   | 14   | 15   | 16   |
| 25   | 17   | 18   | 19   | 20   | 21   | 22   | 23   |
| 26   | 24   | 25   | 26   | 27   | 28   | 29   | 30   |

| Juli | Juli | Juli | Juli | Juli | Juli | Juli | Juli |
| Kw   | Mo   | Di   | Mi   | Do   | Fr   | Sa   | So   |
| ---- | ---- | ---- | ---- | ---- | ---- | ---- | ---- |
| 27   | 1    | 2    | 3    | 4    | 5    | 6    | 7    |
| 28   | 8    | 9    | 10   | 11   | 12   | 13   | 14   |
| 29   | 15   | 16   | 17   | 18   | 19   | 20   | 21   |
| 30   | 22   | 23   | 24   | 25   | 26   | 27   | 28   |
| 31   | 29   | 30   | 31   |      |      |      |      |

| August | August | August | August | August | August | August | August |
| Kw     | Mo     | Di     | Mi     | Do     | Fr     | Sa     | So     |
| ------ | ------ | ------ | ------ | ------ | ------ | ------ | ------ |
| 31     |        |        |        | 1      | 2      | 3      | 4      |
| 32     | 5      | 6      | 7      | 8      | 9      | 10     | 11     |
| 33     | 12     | 13     | 14     | 15     | 16     | 17     | 18     |
| 34     | 19     | 20     | 21     | 22     | 23     | 24     | 25     |
| 35     | 26     | 27     | 28     | 29     | 30     | 31     |        |

| September | September | September | September | September | September | September | September |
| Kw        | Mo        | Di        | Mi        | Do        | Fr        | Sa        | So        |
| --------- | --------- | --------- | --------- | --------- | --------- | --------- | --------- |
| 35        |           |           |           |           |           |           | 1         |
| 36        | 2         | 3         | 4         | 5         | 6         | 7         | 8         |
| 37        | 9         | 10        | 11        | 12        | 13        | 14        | 15        |
| 38        | 16        | 17        | 18        | 19        | 20        | 21        | 22        |
| 39        | 23        | 24        | 25        | 26        | 27        | 28        | 29        |
| 40        | 30        |           |           |           |           |           |           |

| Oktober | Oktober | Oktober | Oktober | Oktober | Oktober | Oktober | Oktober |
| Kw      | Mo      | Di      | Mi      | Do      | Fr      | Sa      | So      |
| ------- | ------- | ------- | ------- | ------- | ------- | ------- | ------- |
| 40      |         | 1       | 2       | 3       | 4       | 5       | 6       |
| 41      | 7       | 8       | 9       | 10      | 11      | 12      | 13      |
| 42      | 14      | 15      | 16      | 17      | 18      | 19      | 20      |
| 43      | 21      | 22      | 23      | 24      | 25      | 26      | 27      |
| 44      | 28      | 29      | 30      | 31      |         |         |         |

| November | November | November | November | November | November | November | November |
| Kw       | Mo       | Di       | Mi       | Do       | Fr       | Sa       | So       |
| -------- | -------- | -------- | -------- | -------- | -------- | -------- | -------- |
| 44       |          |          |          |          | 1        | 2        | 3        |
| 45       | 4        | 5        | 6        | 7        | 8        | 9        | 10       |
| 46       | 11       | 12       | 13       | 14       | 15       | 16       | 17       |
| 47       | 18       | 19       | 20       | 21       | 22       | 23       | 24       |
| 48       | 25       | 26       | 27       | 28       | 29       | 30       |          |

| Dezember | Dezember | Dezember | Dezember | Dezember | Dezember | Dezember | Dezember |
| Kw       | Mo       | Di       | Mi       | Do       | Fr       | Sa       | So       |
| -------- | -------- | -------- | -------- | -------- | -------- | -------- | -------- |
| 48       |          |          |          |          |          |          | 1        |
| 49       | 2        | 3        | 4        | 5        | 6        | 7        | 8        |
| 50       | 9        | 10       | 11       | 12       | 13       | 14       | 15       |
| 51       | 16       | 17       | 18       | 19       | 20       | 21       | 22       |
| 52       | 23       | 24       | 25       | 26       | 27       | 28       | 29       |
| 1        | 30       | 31       |          |          |          |          |          |

| Januar | Januar | Januar | Januar | Januar | Januar | Januar | Januar |
| Kw     | Mo     | Di     | Mi     | Do     | Fr     | Sa     | So     |
| ------ | ------ | ------ | ------ | ------ | ------ | ------ | ------ |
| 1      | 1      | 2      | 3      | 4      | 5      | 6      | 7      |
| 2      | 8      | 9      | 10     | 11     | 12     | 13     | 14     |
| 3      | 15     | 16     | 17     | 18     | 19     | 20     | 21     |
| 4      | 22     | 23     | 24     | 25     | 26     | 27     | 28     |
| 5      | 29     | 30     | 31     |        |        |        |        |

| Februar | Februar | Februar | Februar | Februar | Februar | Februar | Februar |
| Kw      | Mo      | Di      | Mi      | Do      | Fr      | Sa      | So      |
| ------- | ------- | ------- | ------- | ------- | ------- | ------- | ------- |
| 5       |         |         |         | 1       | 2       | 3       | 4       |
| 6       | 5       | 6       | 7       | 8       | 9       | 10      | 11      |
| 7       | 12      | 13      | 14      | 15      | 16      | 17      | 18      |
| 8       | 19      | 20      | 21      | 22      | 23      | 24      | 25      |
| 9       | 26      | 27      | 28      | 29      |         |         |         |

| März | März | März | März | März | März | März | März |
| Kw   | Mo   | Di   | Mi   | Do   | Fr   | Sa   | So   |
| ---- | ---- | ---- | ---- | ---- | ---- | ---- | ---- |
| 9    |      |      |      |      | 1    | 2    | 3    |
| 10   | 4    | 5    | 6    | 7    | 8    | 9    | 10   |
| 11   | 11   | 12   | 13   | 14   | 15   | 16   | 17   |
| 12   | 18   | 19   | 20   | 21   | 22   | 23   | 24   |
| 13   | 25   | 26   | 27   | 28   | 29   | 30   | 31   |

| April | April | April | April | April | April | April | April |
| Kw    | Mo    | Di    | Mi    | Do    | Fr    | Sa    | So    |
| ----- | ----- | ----- | ----- | ----- | ----- | ----- | ----- |
| 14    | 1     | 2     | 3     | 4     | 5     | 6     | 7     |
| 15    | 8     | 9     | 10    | 11    | 12    | 13    | 14    |
| 16    | 15    | 16    | 17    | 18    | 19    | 20    | 21    |
| 17    | 22    | 23    | 24    | 25    | 26    | 27    | 28    |
| 18    | 29    | 30    |       |       |       |       |       |

| Mai | Mai | Mai | Mai | Mai | Mai | Mai | Mai |
| Kw  | Mo  | Di  | Mi  | Do  | Fr  | Sa  | So  |
| --- | --- | --- | --- | --- | --- | --- | --- |
| 18  |     |     | 1   | 2   | 3   | 4   | 5   |
| 19  | 6   | 7   | 8   | 9   | 10  | 11  | 12  |
| 20  | 13  | 14  | 15  | 16  | 17  | 18  | 19  |
| 21  | 20  | 21  | 22  | 23  | 24  | 25  | 26  |
| 22  | 27  | 28  | 29  | 30  | 31  |     |     |

| Juni | Juni | Juni | Juni | Juni | Juni | Juni | Juni |
| Kw   | Mo   | Di   | Mi   | Do   | Fr   | Sa   | So   |
| ---- | ---- | ---- | ---- | ---- | ---- | ---- | ---- |
| 22   |      |      |      |      |      | 1    | 2    |
| 23   | 3    | 4    | 5    | 6    | 7    | 8    | 9    |
| 24   | 10   | 11   | 12   | 13   | 14   | 15   | 16   |
| 25   | 17   | 18   | 19   | 20   | 21   | 22   | 23   |
| 26   | 24   | 25   | 26   | 27   | 28   | 29   | 30   |

| Juli | Juli | Juli | Juli | Juli | Juli | Juli | Juli |
| Kw   | Mo   | Di   | Mi   | Do   | Fr   | Sa   | So   |
| ---- | ---- | ---- | ---- | ---- | ---- | ---- | ---- |
| 27   | 1    | 2    | 3    | 4    | 5    | 6    | 7    |
| 28   | 8    | 9    | 10   | 11   | 12   | 13   | 14   |
| 29   | 15   | 16   | 17   | 18   | 19   | 20   | 21   |
| 30   | 22   | 23   | 24   | 25   | 26   | 27   | 28   |
| 31   | 29   | 30   | 31   |      |      |      |      |

| August | August | August | August | August | August | August | August |
| Kw     | Mo     | Di     | Mi     | Do     | Fr     | Sa     | So     |
| ------ | ------ | ------ | ------ | ------ | ------ | ------ | ------ |
| 31     |        |        |        | 1      | 2      | 3      | 4      |
| 32     | 5      | 6      | 7      | 8      | 9      | 10     | 11     |
| 33     | 12     | 13     | 14     | 15     | 16     | 17     | 18     |
| 34     | 19     | 20     | 21     | 22     | 23     | 24     | 25     |
| 35     | 26     | 27     | 28     | 29     | 30     | 31     |        |

| September | September | September | September | September | September | September | September |
| Kw        | Mo        | Di        | Mi        | Do        | Fr        | Sa        | So        |
| --------- | --------- | --------- | --------- | --------- | --------- | --------- | --------- |
| 35        |           |           |           |           |           |           | 1         |
| 36        | 2         | 3         | 4         | 5         | 6         | 7         | 8         |
| 37        | 9         | 10        | 11        | 12        | 13        | 14        | 15        |
| 38        | 16        | 17        | 18        | 19        | 20        | 21        | 22        |
| 39        | 23        | 24        | 25        | 26        | 27        | 28        | 29        |
| 40        | 30        |           |           |           |           |           |           |

| Oktober | Oktober | Oktober | Oktober | Oktober | Oktober | Oktober | Oktober |
| Kw      | Mo      | Di      | Mi      | Do      | Fr      | Sa      | So      |
| ------- | ------- | ------- | ------- | ------- | ------- | ------- | ------- |
| 40      |         | 1       | 2       | 3       | 4       | 5       | 6       |
| 41      | 7       | 8       | 9       | 10      | 11      | 12      | 13      |
| 42      | 14      | 15      | 16      | 17      | 18      | 19      | 20      |
| 43      | 21      | 22      | 23      | 24      | 25      | 26      | 27      |
| 44      | 28      | 29      | 30      | 31      |         |         |         |

| November | November | November | November | November | November | November | November |
| Kw       | Mo       | Di       | Mi       | Do       | Fr       | Sa       | So       |
| -------- | -------- | -------- | -------- | -------- | -------- | -------- | -------- |
| 44       |          |          |          |          | 1        | 2        | 3        |
| 45       | 4        | 5        | 6        | 7        | 8        | 9        | 10       |
| 46       | 11       | 12       | 13       | 14       | 15       | 16       | 17       |
| 47       | 18       | 19       | 20       | 21       | 22       | 23       | 24       |
| 48       | 25       | 26       | 27       | 28       | 29       | 30       |          |

| Dezember | Dezember | Dezember | Dezember | Dezember | Dezember | Dezember | Dezember |
| Kw       | Mo       | Di       | Mi       | Do       | Fr       | Sa       | So       |
| -------- | -------- | -------- | -------- | -------- | -------- | -------- | -------- |
| 48       |          |          |          |          |          |          | 1        |
| 49       | 2        | 3        | 4        | 5        | 6        | 7        | 8        |
| 50       | 9        | 10       | 11       | 12       | 13       | 14       | 15       |
| 51       | 16       | 17       | 18       | 19       | 20       | 21       | 22       |
| 52       | 23       | 24       | 25       | 26       | 27       | 28       | 29       |
| 1        | 30       | 31       |          |          |          |          |          |

## Ereignisse

### Politik und Weltgeschehen

#### Heiliges Römisches Reich

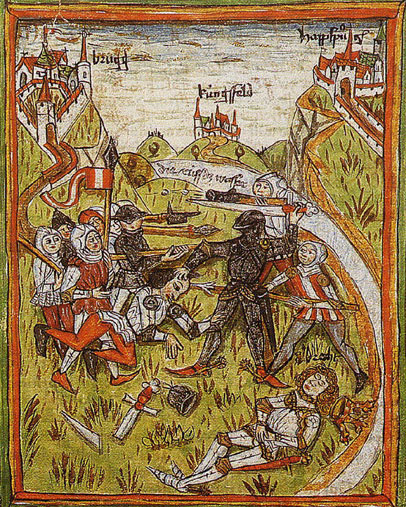
Die Ermordung Albrechts I.

- 1. Mai: Johann von Schwaben lauert mit vier Begleitern seinem Onkel, dem römisch-deutschen König Albrecht I., auf und ermordet ihn bei Königsfelden. Motiv des Verbrechens sind in erster Linie dem Täter nicht geleistete Entschädigungszahlungen des Königs.
- 18. August: In Znaim entsagt Heinrich von Kärnten gegenüber dem Habsburger Friedrich von Österreich auf seine Rechte in Bezug auf Böhmen.
- 27. November Die Kurfürsten wählen statt Karl von Valois den Grafen Heinrich VII. von Luxemburg, und dies trotz der massiven Wahlbestechung von Seiten Karls. Papst Clemens V. erkennt die Wahl des neuen Königs an.
- Der Norddeutsche Markgrafenkrieg beginnt.
- Die Städte der Mark Brandenburg bilden unter der Führung Berlins ein Verteidigungsbündnis gegen das Raubrittertum.

#### Nordosteuropa

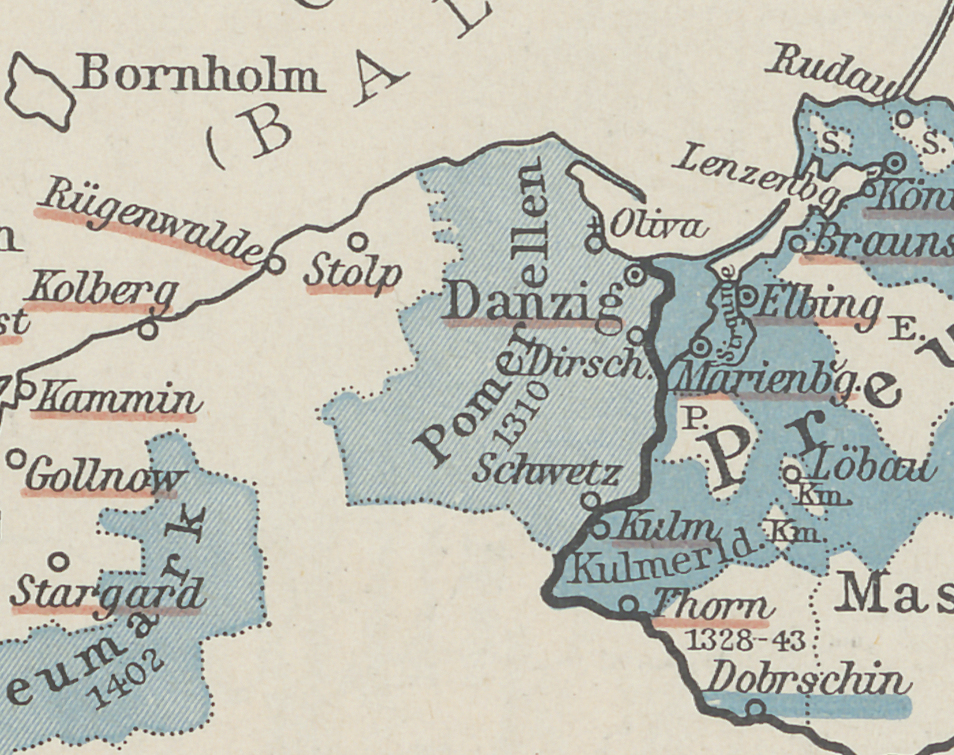
Pommerellen mit Danzig als Teil des Deutschordensstaats

Markgraf Waldemar von Brandenburg marschiert in Pomerellen ein, wo seit dem Vorjahr das Adelsgeschlecht der Swenzonen gegen die polnische Herrschaft rebelliert, und nimmt auch die Hauptfeste Danzig ein. Die wenigen polnischen Garnisonstruppen Władysław I. Ellenlangs verschanzen sich in der direkt vor der Stadt gelegenen Burg, wo sie von den Brandenburgern belagert werden. Der pommerellische Landesrichter und Kastellan der Stadt Danzig ruft daraufhin den Deutschen Orden zu Hilfe. Ein Entsatzheer der Deutschritter unter Heinrich von Plötzke und Günther von Schwarzburg erreicht im August die Burg, woraufhin die Brandenburger die Belagerung kampflos aufgeben und abziehen.
Die Stadtbevölkerung leistet jedoch weiterhin Widerstand und wird ab September ihrerseits von polnischen Garnisonstruppen belagert. Während der Belagerung kommt es unter den Belagerern zum Streit über ihre Entlohnung. Władysław I. lehnt es ab, den Ordensrittern 10.000 Mark Silber für ihre Hilfe zu bezahlen. Die Polen ziehen schließlich ab und der Deutsche Orden setzt die Belagerung alleine fort.
Durch die Übernahme von Danzig durch den Deutschen Orden am 13. November wird die Stadt in den Deutschordensstaat eingegliedert. Wie viele Menschen bei der Erstürmung ums Leben kommen, ist bis heute umstritten.

#### Schottische Unabhängigkeitskriege
- Wegen einer Erkrankung des Robert the Bruce schließen die Streitparteien einen bis Ende Februar befristeten Waffenstillstand. Nach dessen Ablauf greifen die Truppen von Bruce Mortlach, Tarradle und Skelbo Castle an und erneuern ab dem 7. April die Belagerung von Elgin Castle, die im Vorjahr abgebrochen worden ist. Obwohl Bruce noch nicht vollständig genesen ist, führt er im Mai sein Heer wieder nach Inverurie.
- 22./23. Mai: In der Schlacht bei Inverurie kann der schottische König Robert Bruce seinen innenpolitischen Gegner John Comyn, 7. Earl of Buchan entscheidend schlagen. Nach der Niederlage fliehen die Mitglieder der Familie Comyn, die in der zweiten Hälfte des 13. Jahrhunderts die führende schottische Adelsfamilie war, aus Schottland. Robert Bruce kann weiter nach Nordschottland ziehen, das er bis Mitte des Jahres unter seine Kontrolle bringt.
- Mitte August: In der Schlacht von Brander schlägt Robert Bruce ein Aufgebot der Lords of Argyll und schaltet damit seinen letzten innerschottischen Gegner aus. Er versucht zunächst, Alexander Macdougall, Lord of Argyll, auf seine Seite zu ziehen und ernennt ihn zum Verteidiger der Inseln.

#### Weitere Ereignisse in Europa
- 25. Januar: Acht Könige und Königinnen sind zugegen, als der englische König Edward II. und Isabelle de France in der Kathedrale von Boulogne-sur-Mer heiraten.
- Karl I. Robert von Anjou wird nach der Anerkennung durch seinen Gegner Otto III. von Bayern, der im Februar nach Landshut zurückkehrt, König von Ungarn.
- 5. Oktober: Nach dem Tod von Guido II. de la Roche wird Walter V. von Brienne Herzog von Athen.

#### Asien
- 28. Dezember: Hanazono wird 95. Tennō von Japan.
- Als der von den Mongolen abhängige König Wachtang III. von Georgien aus der Dynastie der Bagratiden stirbt, treffen diese mit seinem Bruder David VIII., der im Norden und Osten des Landes einen Partisanenkrieg gegen sie führt, eine Übereinkunft: Anstelle von Wachtangs Söhnen besteigt Davids wenige Monate alter Sohn Giorgi VI. den Thron in Tiflis unter der Regentschaft seines Onkels Giorgi V.

#### Stadtrechte und urkundliche Ersterwähnungen
- Erste urkundliche Erwähnung von Aedermannsdorf, Hesselhurst, Mechernich, Obergösgen, Roches, Schwendibach und Weier
- Friesoythe wird erstmals mit Stadtrechten erwähnt.
- Das kodifizierte Bremer Stadtrecht tritt in Kraft.

### Wissenschaft und Technik
- 8. September: Die Universität zu Perugia wird gegründet.
- Durchbruch in der Chirurgie: In Venedig wird erstmals in Europa die Erlaubnis erteilt, eine Leiche zu sezieren.

## Geboren

### Geburtsdatum gesichert
- 1. Mai: Johanna III., Gräfin der Freigrafschaft Burgund († 1347)

### Genaues Geburtsdatum unbekannt
- Mai: Bolko II., Herzog von Schweidnitz-Jauer († 1368)
- Gaston II., Graf von Foix († 1343)
- Giorgi VI., König von Georgien († 1314)
- Ibn Muflih, islamischer Rechtsgelehrter († 1362)
- Jurij II., Herzog von Halytsch-Wolodymyr († 1340)
- Künga Legpe Chungne Gyeltshen Pel Sangpo, Person des tibetischen Buddhismus († 1341)
- Longchen Rabjam, Person des tibetischen Buddhismus († 1363)
- Mastino II. della Scala, Herr von Verona († 1351)
- Moriyoshi, japanischer Prinz († 1335)
- Andrea di Cione (genannt Orcagna), florentinischer Maler, Bildhauer und Architekt († 1368)
- Stefan Uroš IV. Dušan, König und Zar von Serbien († 1355)
- Wang Meng, chinesischer Maler († 1385)

### Geboren um 1308
- Hugh le Despenser, englischer Adeliger († 1349)
- Heinrich II., Markgraf von Brandenburg († 1320)

## Gestorben

### Erstes Halbjahr
- 9. Januar: Richard Hoton, Prior von Durham
- 23. Januar oder 10. Februar: Emmerich von Schöneck, Bischof von Worms
- 30. Januar: Margarete von Antiochia, Herrin von Tyrus (* 1244)
- 1. Februar: Hermann der Lange, Markgraf von Brandenburg (* um 1275)
- 18. März: Juri I. von Galizien, Fürst von Bels, Fürst von Halitsch-Wladimir und „König der Rus“ (* um 1252/62)
- 6. April: Reginald Grey, englischer Adeliger und Militär
- 21. April oder 11. Mai: Wilhelm I., Graf von Berg
- 1. Mai: Albrecht I., römisch-deutscher König und Herzog von Österreich und der Steiermark (* 1255)
- 2. Mai: Berthold II., Abt von St. Blasien
- 5. Juni: Gottfried von Schlüsselberg, fränkischer Edelfreier
- 13. Juni: Erland von den Färöern, Bischof in Kirkjubøur
- 18. Juni: Boniface de Challant, Bischof von Sitten

### Zweites Halbjahr
- 4. Juli: Eberhard I. von der Mark, Vogt zu Essen, Graf von Mark und Graf von Altena
- 30. Juli: Chungnyeol Wang, 25. König des koreanischen Goryeo-Reiches (* 1236)
- 18. August: Klara von Montefalco, katholische Heilige und Äbtissin (* 1268)
- 4. September: Margarete von Burgund, Gräfin von Tonerre, Königin von Sizilien und Neapel (* 1250)
- 10. September: Go-Nijō, Kaiser von Japan (* 1285)
- 5. Oktober: Guido II. de la Roche, Herzog von Athen
- 5. Oktober: Ludwig von Ravensberg, Bischof von Osnabrück (* um 1260)
- 10. Oktober: Patrick Dunbar, 7. Earl of Dunbar, schottischer Adeliger und Militär (* 1242)
- 16. Oktober: Otto III. von Rietberg, Bischof von Münster
- 8. November: Johannes Duns Scotus, schottischer Theologe und Philosoph der (Hoch-)Scholastik (* 1266)
- 27. November: Otto IV., mit dem Pfeil, Markgraf von Brandenburg (* um 1238)
- November: Philipp von Chieti, Regent von Flandern (* um 1263)
- 14. Dezember: Christian von Pomesanien, Bischof von Pomesanien
- 21. Dezember: Heinrich I., erster Landgraf von Hessen und Begründer des hessischen Fürstenhauses (* 1244)
- Dezember: Walram I., Graf von Zweibrücken

### Genaues Todesdatum unbekannt
- zwischen dem 28. Januar und 4. Februar: Ulrich von Paldau, Bischof von Seckau
- zwischen dem 24. März und 20. August: Ralph Sandwich, englischer Richter (* um 1235)
- zwischen 11. August und 3. Dezember: John Comyn, schottischer Adeliger (* um 1260)
- 24. September oder 28. November: Guido I. von Lusignan, Graf von La Marche und Angoulême (* um 1265)
- Abu Thabit Amir, Sultan der Meriniden in Marokko
- Adolf V., Graf von Holstein und Stormarn (* um 1252)
- Gisela von Schlüsselberg, erste Äbtissin des Klosters Schlüsselau
- Gombau d’Entença, katalanischer Adliger und Statthalter
- Konstantin III., König von Armenien (* 1278)
- Meister Arnold, zweiter Kölner Dombaumeister
- Peter Mauley, englischer Adeliger und Militär (* 1249)
- Sempad, König von Armenien (* 1277)
- Ulrich II. von Heunburg, Kärntner Adliger
- Wachtang III., Herrscher des mittelalterlichen Georgiens (* 1276)

### Gestorben um 1308
- Llywelyn ab Owain, walisischer Lord von Deheubarth (* um 1270)